# Refuge Adèle Planchard
Das Refuge Adèle Planchard ist eine Schutzhütte in Frankreich im Pelvoux auf 3169 m Höhe, am Fuße der Grande Ruine im Nationalpark Écrins. Die historische Schutzhütte wurde 1926 erbaut. Auch wenn neben ihr 1981 eine neue Schutzhütte gebaut wurde, wurde die alte nicht abgebrochen. Sie ist die höchste Berghütte, die über eine Wanderweg erreicht werden kann.

## Geschichte
Im Februar 1925 vermachte Adèle Planchard der Société des Touristes du Dauphiné einen Betrag für die Realisierung der Arbeiten im Hochgebirge.
An dem Ort namens "Campement Gravelotte" ließ die S.T.D. eine Schutzhütte bauen, die am 15. August 1927 eingeweiht wurde. Die Realisierung wurde der Grenobler Firma Bouchet-Viallet übertragen.

## Eigenschaften und Merkmale
Das alte Schutzhaus existiert noch, wird aber nicht mehr genutzt. Die neue Hütte hat Platz für 53 Personen und in der unbewachten Zeit 26 Personen. Die Hütte ist von Anfang April bis Mitte Mai und von Mitte Juni bis Mitte September geöffnet, oft abhängig von den Schnee- oder Wetterbedingungen.
Wie die meisten Berghütten in Pelvoux hat diese Berghütte kein festes Wassereinzugsgebiet, was die Wasserversorgung erschwert. Bei dem vom Hüttenwart verwendeten Wasser handelt es sich stets um Schmelzwasser oder Regenwasser, also nicht mineralisiertes Wasser.
Die Schutzhütte dient vor allem als Zuflucht für Bergsteiger in der Grande Ruine.

## Zugang
Man folgt ab Pont d'Arsine in Villar-d’Arêne dem markierten Pfad, der am linken Ufer den Verlauf der Romanche folgt. Er windet sich durch das Tal Plan de l'Alpe zu den Quellen der Romanche und mündet dann in die Gletschermoräne des Plate de Agneaux. Nach Passieren der Moräne steigt der Weg steil an, bis die Hütte erreicht wird.
Diese Wanderung durch die Plan de l'Alpe und dann ins Hochgebirge kann ohne technische Ausrüstung durchgeführt werden, sobald die Schneefelder geschmolzen sind. Sie dauert fünf bis sechs Stunden zu Fuß bei ca. 13 km Wegstrecke und einem Aufstieg von 1500 m Höhe.

## Nachbarhütten
- Refuge de l’Alpe de Villar-d’Arêne
- Refuge du Pavé